# جين إدوارد بروكس
جين إدوارد بروكس (بالإنجليزية: Gene Edward Brooks)‏ هو ضابط ومحامي وقاضي أمريكي، ولد في 21 يونيو 1931 في غريفين في الولايات المتحدة، وتوفي في 19 أبريل 2004 في إيفانسفيل في الولايات المتحدة.